# On a Mission
On a Mission este primul disc single extras de pe albumul Ten, al cântăreței de origine australiană Gabriella Cilmi. La scurt timp de la premieră, cântecul a stârnit aprecierea criticilor din România, care îl comparau cu șlgărele lansate de Kylie Minogue, fiind „plin de elemente electronice, care bat cumva spre un synthpop evoluat.” La scurt timp, „On a Mission” a fost numită „piesa zilei” de site-ul muzical Popjustice, videoclipul adiacent fiind aclamat pentru coregrafia „briliantă”.